# 市場佔有率
市场佔有率，簡稱市佔率，是企业战略管理和营销学中的一个重要概念。其定义为某一时间，某一个公司的产品（或某一种产品），在同类产品市场销售中占的比例或百分比。
市场占有率可以销售金额或销售产品数量来定量衡量。所谓同类市场需要根据具体情况定义；例如企业制定有针对性的营销计划时，可以只考虑其在特定地区市场、或某个档次市场等的占有率。
增加市場份額是企業最重要的目標之一。使用市場份額作為衡量業務績效的主要優勢在於它較少依賴於宏觀環境變量，如經濟狀況或稅收政策的變化。
市场占有率是判断企业竞争水平的重要因素。在市场大小不变的情况下，市场占有率越高的公司其产品销售量越大。同时由于规模经济的作用，提高市场占有率也可能降低单位产品的成本、增加利润率。

## 缺点
市場佔有率不一定与利润率正相关，有时候为追求增加市佔率的手段反而会降低利润率，得不偿失。例如大规模广告促销需要额外支出；减价促销牺牲了短期利润却不一定换来客户对品牌的忠诚；經營範圍由从专门经营利润率高的高档产品擴大到低档产品市场時，也可能降低总利润率。